# Tomé Rodrigues Mendes
Tomé Rodrigues Mendes, hay Tomé (sinh ngày 10 tháng 6 năm 1986) là một cầu thủ bóng đá người Bồ Đào Nha thi đấu cho Académico de Viseu.

## Sự nghiệp câu lạc bộ
Anh ra mắt chuyên nghiệp tại Giải bóng đá hạng nhất quốc gia Bồ Đào Nha cho União da Madeira vào ngày 4 tháng 9 năm 2011 trong trận đấu trước Penafiel.